# Kap Lamas
Kap Lamas (in Argentinien Cabo Lamas, in Chile Cabo Bello) ist eine Landspitze am südwestlichen Ausläufer der Seymour-Insel vor der nördlichen Ostküste der Antarktischen Halbinsel.
Pablo F. Beláustegui, Kapitän des Schiffs Chiriguano, nahm während einer von 1953 bis 1954 durchgeführten argentinischen Antarktisexpedition die Benennung vor. Namensgeber ist José Daniel Lamas, Fähnrich zur See bei der argentinischen Marine, der beim Untergang des Minensuchers Fournier am 4. Oktober 1949 in der Magellanstraße ums Leben gekommen war. Namensgeber der chilenischen Benennung ist dagegen Jorge Bello Villagra, ein Offizier der Fuerza Aérea de Chile und Teilnehmer an der 2. Chilenischen Antarktisexpedition (1947–1948).